# Villalba de Guardo
Villalba de Guardo ist ein Ort und eine nordspanische Gemeinde (municipio) mit 201 Einwohnern (Stand: 2024) in der Provinz Palencia der Autonomen Gemeinschaft Kastilien-León.

## Lage und Klima
Villalba de Guardo liegt in der altkastilischen Meseta in einer Höhe von ca. 1135 m. Die Provinzhauptstadt Palencia befindet sich gut 80 km (Fahrtstrecke) südsüdöstlich. Das Klima im Winter ist kühl, im Sommer dagegen trotz der Höhenlage gemäßigt bis warm; Niederschläge (ca. 808 mm/Jahr) fallen überwiegend im Winterhalbjahr.

## Bevölkerungsentwicklung
| Jahr      | 1970 | 1981 | 1991 | 2001 | 2011 | 2021 |
| Einwohner | 372  | 216  | 229  | 246  | 194  | 191  |

## Sehenswürdigkeiten

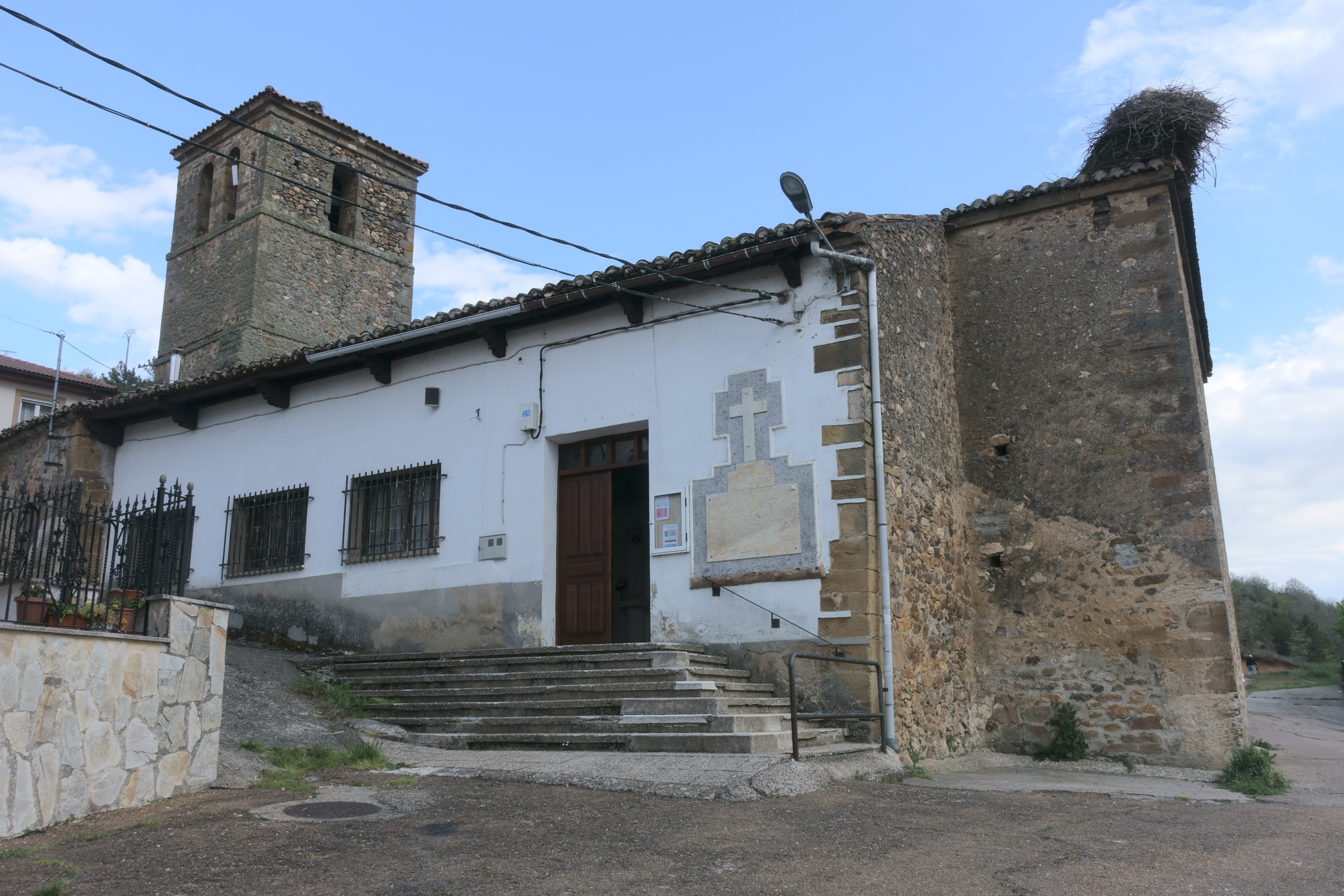
Kirche Mariä Himmelfahrt
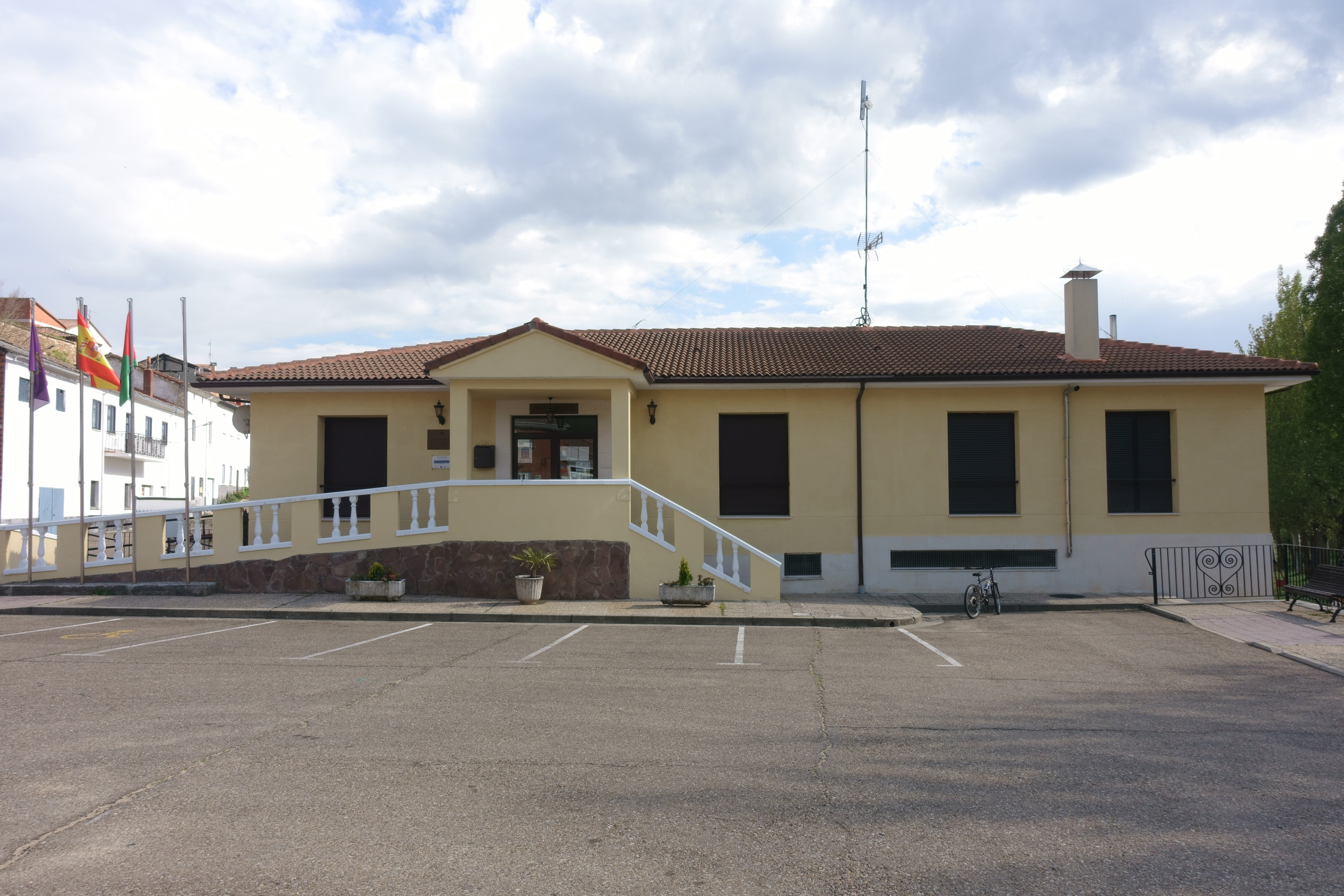
Rathaus

- Kirche Mariä Himmelfahrt
- Rathaus